# Alpaida manicata
Alpaida manicata Levi, 1988 è un ragno appartenente alla famiglia Araneidae.

## Etimologia
Il nome della specie deriva dall'aggettivo latino manicatus, che significa provvisto di maniche, per il pattern delle zampe.

## Caratteristiche
L'esemplare femminile rinvenuto ha dimensioni: cefalotorace lungo 1,9mm, largo 1,8mm; il primo femore misura 1,7mm e la patella e la tibia circa 2,0mm.

## Distribuzione
La specie è stata rinvenuta nel Brasile settentrionale: lungo il corso del Rio Tocantins, nello stato di Pará.

## Tassonomia
La denominazione Araneus manicatus Simon, 1895a si riferisce ad esemplari non più reperibili, per cui può essere considerata nomen nudum.
Al 2015 non sono note sottospecie e dal 1988 non sono stati esaminati nuovi esemplari.